# دیامانته
دیامانته (به ایتالیایی: Diamante) یک کومونه در ایتالیا است که در استان کزنتزا واقع شده‌است. دیامانته ۱۱ کیلومتر مربع مساحت و ۵٬۳۸۷ نفر جمعیت دارد و ۲۲ متر بالاتر از سطح دریا واقع شده‌است.

## خواهرخوانده
شهرهای روکا دی پاپا، Satriano di Lucania و Nucșoara خواهرخوانده‌های دیامانته هستند.